# Casuarinaceae

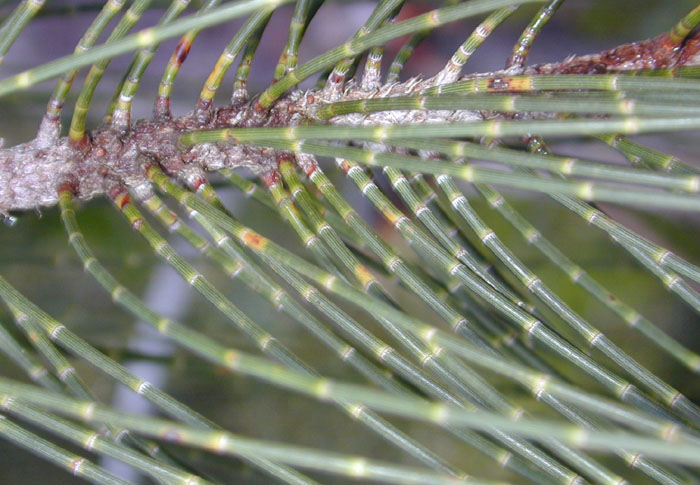
Ramos e folhagem de Casuarina equisetifolia.

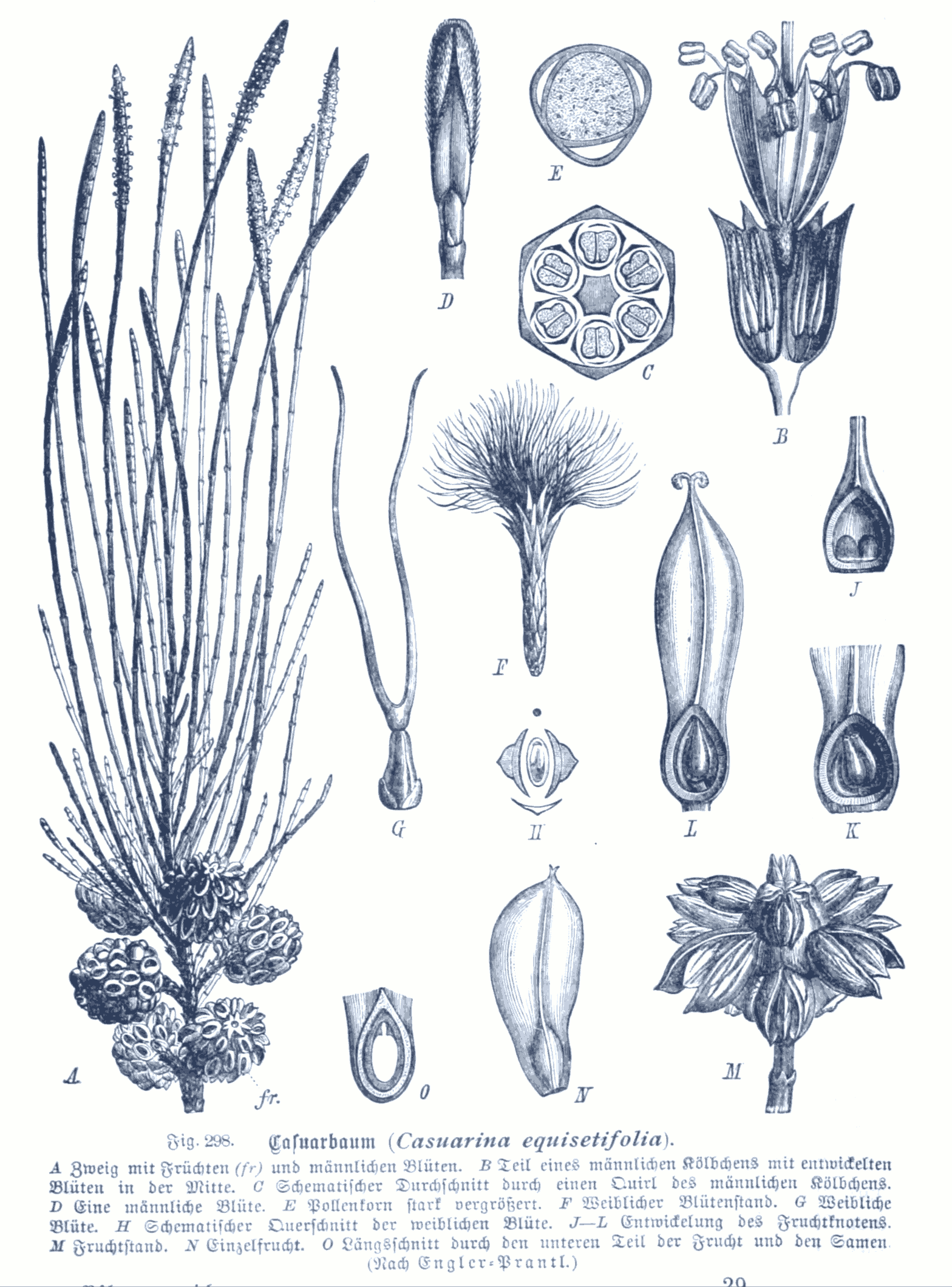
Casuarina equisetifolia in E.Gilg & K.Schumann, Das Pflanzenreich. Hausschatz des Wissens, circa 1900.

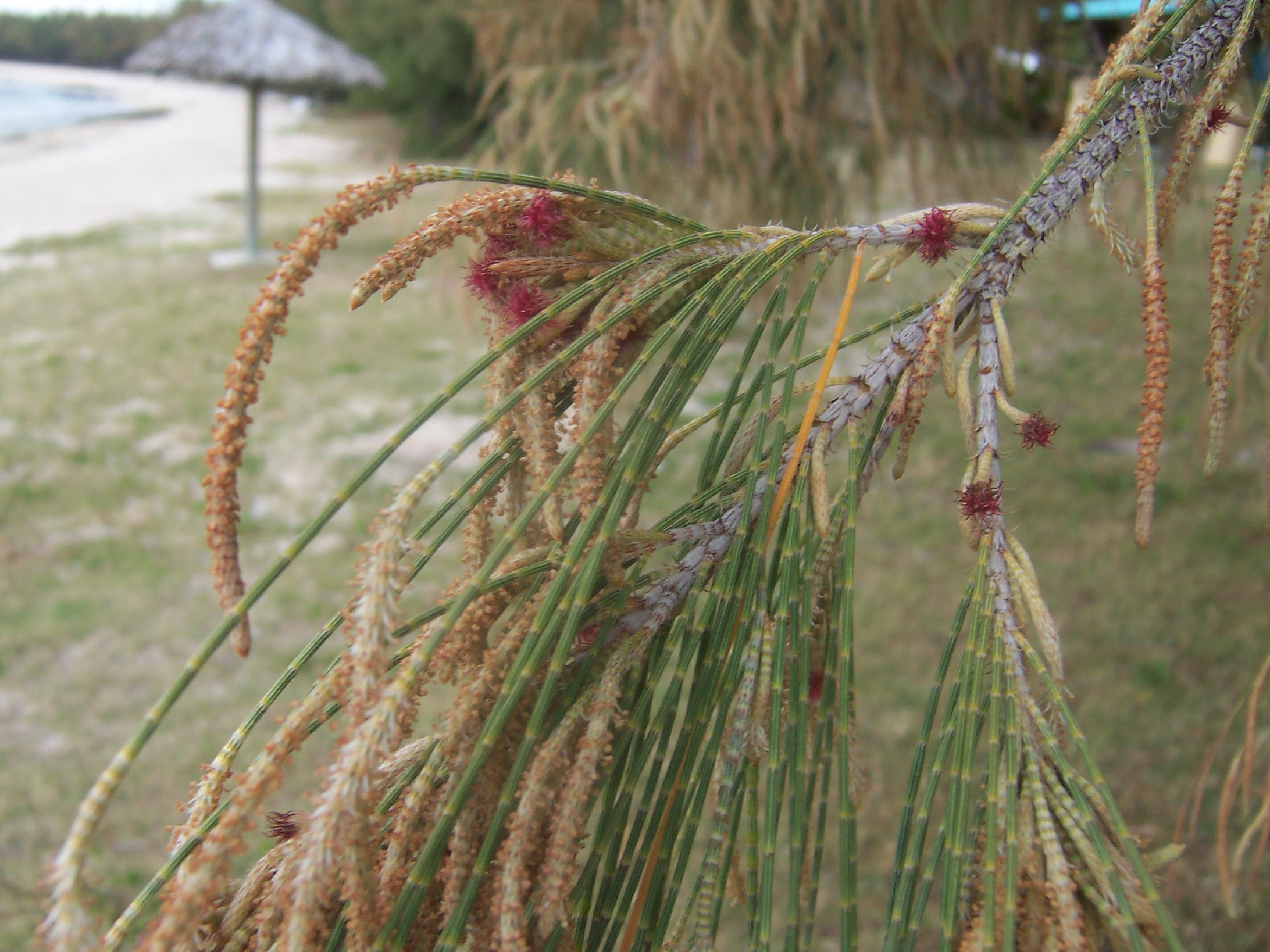
Ramos com folhas escamiformes verticiladas, inflorescências espiciformes pêndulas masculinas e capituliformes femininas da espécie monoica Casuarina equisetifolia.

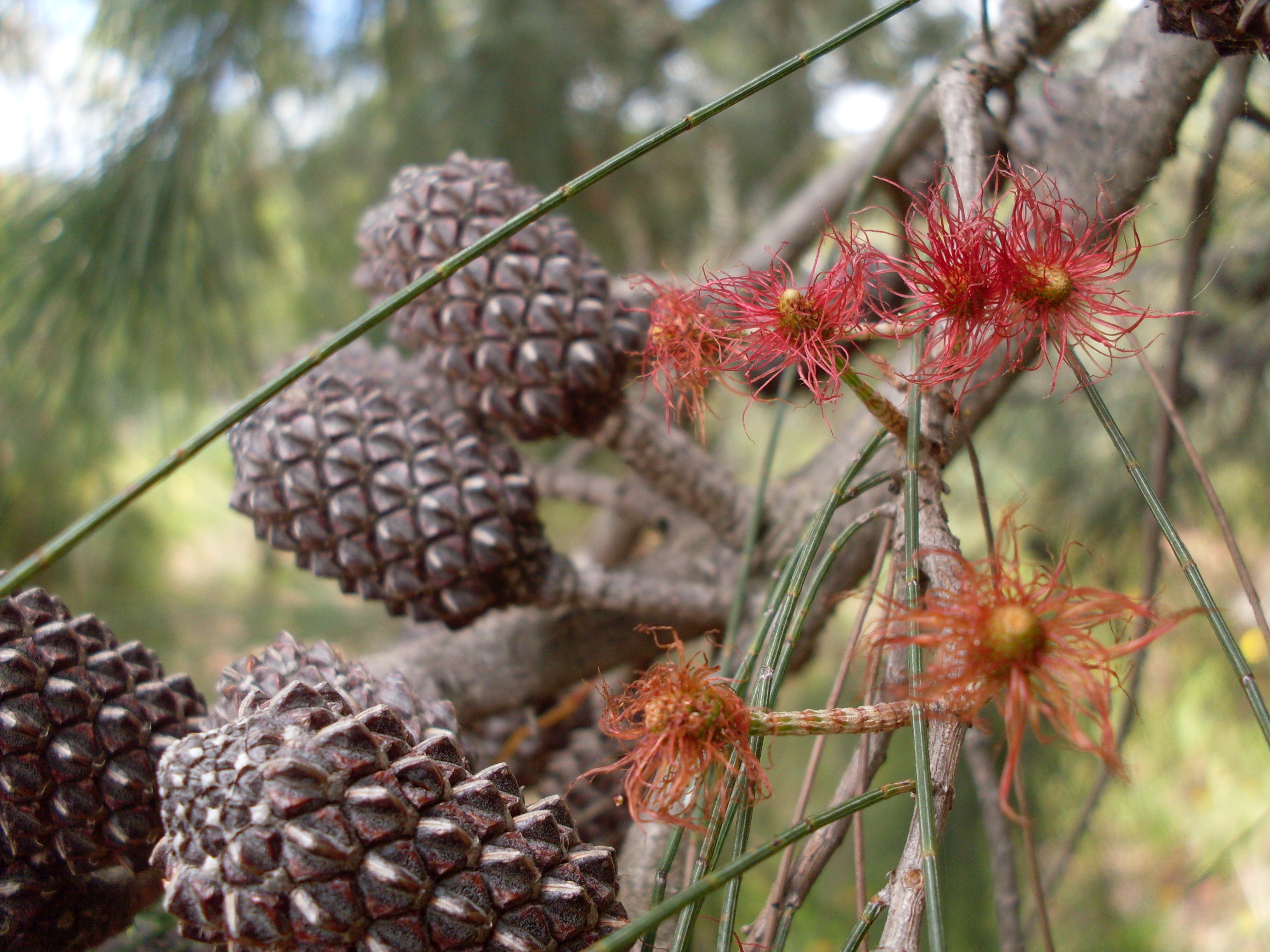
Flores femininas e pseudocones de Allocasuarina distyla.

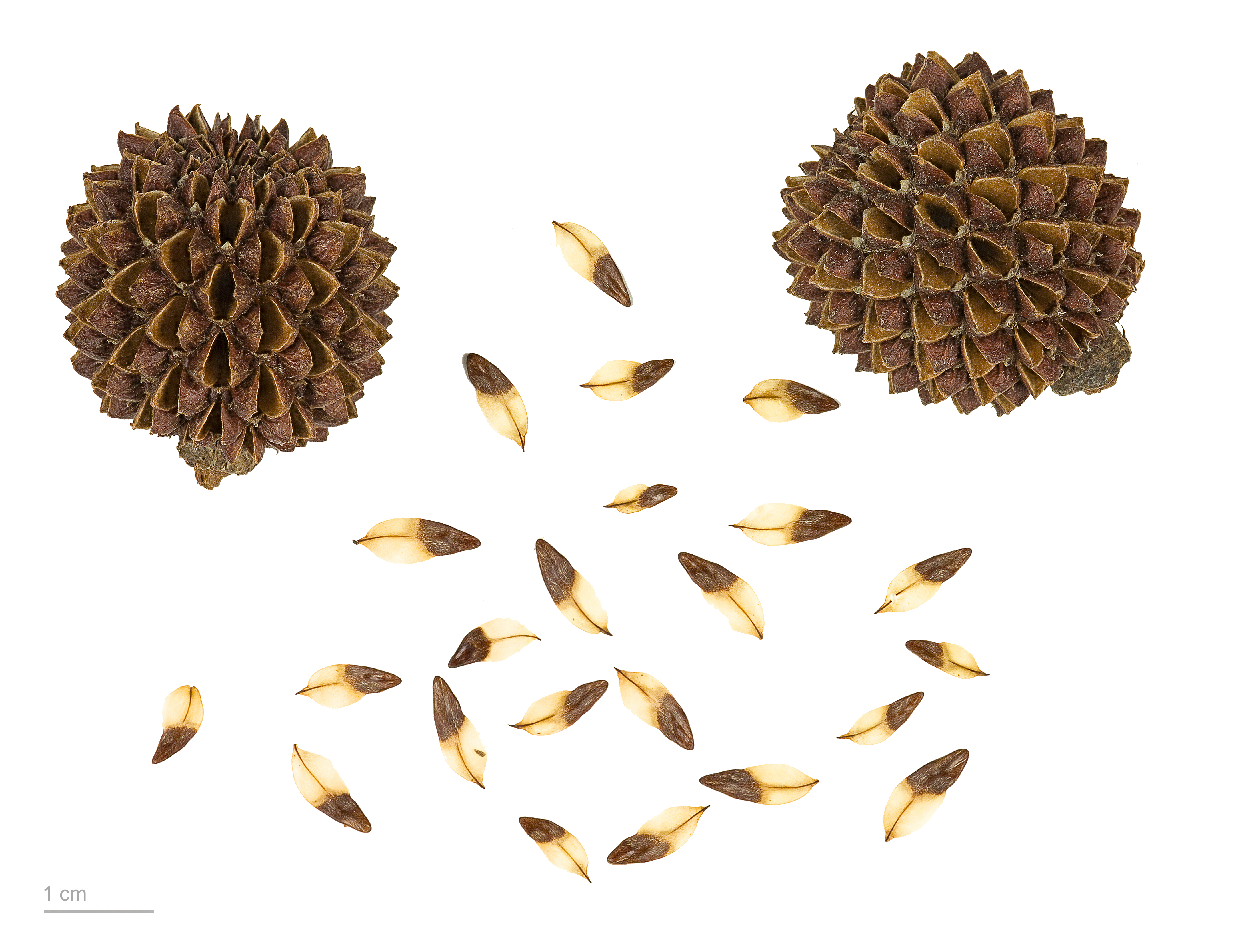
Pseudocones maduros após a abertura das bracteólas e frutos samaroides de Casuarina.

Casuarinaceae é uma família de plantas com flor, com morfologia singular, pertencente à ordem Fagales, que agrupa 4 géneros com cerca de 91 espécies de árvores e arbustos nativos das regiões tropicais e subtropicais da Austrália, Malésia, Sueste Asiático, Papuásia e ilhas do Pacífico. São plantas actinorrízicas que fixam azoto atmosférico por simbiose com bactérias filamentosas  do género Frankia. Inclui várias espécies usadas como ornamentais.

## Descrição
As Casuarinaceae são uma família de dicotiledóneas presentemente colocadas na ordem Fagales, que consistem em quatro géneros que agrupam pelo menos 91 espécies de árvores e arbustos nativos da Austrália, Sueste Asiático, Malésia, Papuásia e das ilhas do Pacífico.

### Morfologia
Os membros desta família são caracterizados pelos seus raminhos pêndulos do tipo «equisetoide» (assim designados por serem morfologicamente semelhantes a frondes de Equisetum, as conhecidas cavalinhas). Estes ramos dão a estas plantas um aspecto semelhante a pinheiros, o que corresponde a uma morfologia muito singular entre as angiospérmicas, aspecto que é reforçado pelas infrutescências cónicas superficialmente semelhantes em forma a pequenas pinhas, resultado da combinação de várias valvas apontadas para o exterior, cada uma contendo uma semente, em estruturas lenhosas aproximadamente esféricas e morfologicamente semelhantes a pinhas.
São plantas lenhosas, de porte arbóreo ou arbustivo, perenifólias (neste caso considerando apenas os artículos clorofílicos dos ramos terminais e não as folhas), monoicas ou dioicas (variabilidade que permite que um mesmo género possa incluir espécies monoicas e outras dioicas). Os ramos jovens são delgadas e estriadas, equisetiformes, articulados e clorofílicos. Os remos terminais exercem a função clorofilina normalmente atribuídas às folhas, já que estas são inconspícuas, marcescentes ou não, escamiformes, agrupadas em verticilos que delimita cada artículo e que, à primeira vista, se assemelham curiosamente às gimnospérmicas. 
As raízes destas plantas têm a capacidade de formar nódulos radiculares capazes de albergar em simbiose bactérias actinomicetas fixadoras de azoto atmosférico do género Frankia.
As flores são muito simplificadas, mas o seu desenvolvimento é muito complexo. As flores masculinas estão dispostas em inflorescências espiciformes, as femininas em inflorescências capituliformes, em verticilos alternando com filas de brácteas  escamiformes.
As flores masculinas apresentam 4 bractéolas, as internas interpretadas por vezes como sépalas, e um único estame de antera basifixa bilocular. 
As flores femininas não têm perianto, apresentam um pistilo bífido avermelhado e um gineceu bicarpelar com os carpelos fundidos, no qual apenas um dos carpelos é fértil.
As infrutescências são coniformes, compostas por numerosos frutos individuais samaroides rodeados por duas bracteolas escamosas lenhificadas, tuberculadas ou não, muito acrescentes, que se abrem amplamente quando os frutos amadurecem para os libertar. Cada fruto contém uma única semente.

### Distribuição e usos
A família Casuanaceae é nativa do Velho Mundo, dos trópicos indo-malaios, Austrália e das ilhas do Pacífico até Madagáscar. Algumas das suas espécies estão amplamente naturalizadas em múltiplas regiões dos trópicos e subtrópicos, já que são cultivadas como ornamental nesses regiões e ainda em regiões de clima temperado.

## Filogenia e sistemática
A família foi descrita por Robert Brown e publicada na sua obra A Voyage to Terra Australis, vol. 2, p. 571, 1814. O género tipo é Casuarina.
Os nomes comuns mais frequentes para as plantas desta família são casuarina e pinheiro-australiano. Na língua inglesa os nomes mais comuns são para as espécies de Casuarinaceae são sheoak (em resultadas das semelhanças da sua madeira com a do carvalho-roble Quercus robur) e buloke. O topónimo Shire of Buloke, em Victoria (Austrália), deriva da abundância local de Allocasuarina luehmannii.

### Filogenia
A aplicação das técnicas da filogenética molecular sugere as seguintes relações das Casuarinaceae com as restantes famílias que integram a ordem Fagales:
|  | Myricaceae   |
|  |              |
|  | Juglandaceae |
|  |              |

|  | \| \| Ticodendraceae \| \| \| \| \| \| Betulaceae \| \| \| \| |
|  |                                                               |
|  | Casuarinaceae                                                 |
|  |                                                               |
|  | Ticodendraceae                                                |
|  |                                                               |
|  | Betulaceae                                                    |
|  |                                                               |

|  | Ticodendraceae |
|  |                |
|  | Betulaceae     |
|  |                |

|  | Myricaceae   |
|  |              |
|  | Juglandaceae |
|  |              |

|  | \| \| Ticodendraceae \| \| \| \| \| \| Betulaceae \| \| \| \| |
|  |                                                               |
|  | Casuarinaceae                                                 |
|  |                                                               |
|  | Ticodendraceae                                                |
|  |                                                               |
|  | Betulaceae                                                    |
|  |                                                               |

|  | Ticodendraceae |
|  |                |
|  | Betulaceae     |
|  |                |

|  | Myricaceae   |
|  |              |
|  | Juglandaceae |
|  |              |

|  | \| \| Ticodendraceae \| \| \| \| \| \| Betulaceae \| \| \| \| |
|  |                                                               |
|  | Casuarinaceae                                                 |
|  |                                                               |
|  | Ticodendraceae                                                |
|  |                                                               |
|  | Betulaceae                                                    |
|  |                                                               |

|  | Ticodendraceae |
|  |                |
|  | Betulaceae     |
|  |                |

|  | Myricaceae   |
|  |              |
|  | Juglandaceae |
|  |              |

|  | \| \| Ticodendraceae \| \| \| \| \| \| Betulaceae \| \| \| \| |
|  |                                                               |
|  | Casuarinaceae                                                 |
|  |                                                               |
|  | Ticodendraceae                                                |
|  |                                                               |
|  | Betulaceae                                                    |
|  |                                                               |

|  | Ticodendraceae |
|  |                |
|  | Betulaceae     |
|  |                |

|  | Myricaceae   |
|  |              |
|  | Juglandaceae |
|  |              |

|  | \| \| Ticodendraceae \| \| \| \| \| \| Betulaceae \| \| \| \| |
|  |                                                               |
|  | Casuarinaceae                                                 |
|  |                                                               |
|  | Ticodendraceae                                                |
|  |                                                               |
|  | Betulaceae                                                    |
|  |                                                               |

|  | Ticodendraceae |
|  |                |
|  | Betulaceae     |
|  |                |

|  | Myricaceae   |
|  |              |
|  | Juglandaceae |
|  |              |

|  | \| \| Ticodendraceae \| \| \| \| \| \| Betulaceae \| \| \| \| |
|  |                                                               |
|  | Casuarinaceae                                                 |
|  |                                                               |
|  | Ticodendraceae                                                |
|  |                                                               |
|  | Betulaceae                                                    |
|  |                                                               |

|  | Ticodendraceae |
|  |                |
|  | Betulaceae     |
|  |                |

|  | Myricaceae   |
|  |              |
|  | Juglandaceae |
|  |              |

|  | \| \| Ticodendraceae \| \| \| \| \| \| Betulaceae \| \| \| \| |
|  |                                                               |
|  | Casuarinaceae                                                 |
|  |                                                               |
|  | Ticodendraceae                                                |
|  |                                                               |
|  | Betulaceae                                                    |
|  |                                                               |

|  | Ticodendraceae |
|  |                |
|  | Betulaceae     |
|  |                |

|  | Myricaceae   |
|  |              |
|  | Juglandaceae |
|  |              |

|  | \| \| Ticodendraceae \| \| \| \| \| \| Betulaceae \| \| \| \| |
|  |                                                               |
|  | Casuarinaceae                                                 |
|  |                                                               |
|  | Ticodendraceae                                                |
|  |                                                               |
|  | Betulaceae                                                    |
|  |                                                               |

|  | Ticodendraceae |
|  |                |
|  | Betulaceae     |
|  |                |

|  | Myricaceae   |
|  |              |
|  | Juglandaceae |
|  |              |

|  | \| \| Ticodendraceae \| \| \| \| \| \| Betulaceae \| \| \| \| |
|  |                                                               |
|  | Casuarinaceae                                                 |
|  |                                                               |
|  | Ticodendraceae                                                |
|  |                                                               |
|  | Betulaceae                                                    |
|  |                                                               |

|  | Ticodendraceae |
|  |                |
|  | Betulaceae     |
|  |                |

|  | Myricaceae   |
|  |              |
|  | Juglandaceae |
|  |              |

|  | \| \| Ticodendraceae \| \| \| \| \| \| Betulaceae \| \| \| \| |
|  |                                                               |
|  | Casuarinaceae                                                 |
|  |                                                               |
|  | Ticodendraceae                                                |
|  |                                                               |
|  | Betulaceae                                                    |
|  |                                                               |

|  | Ticodendraceae |
|  |                |
|  | Betulaceae     |
|  |                |

|  | Myricaceae   |
|  |              |
|  | Juglandaceae |
|  |              |

|  | \| \| Ticodendraceae \| \| \| \| \| \| Betulaceae \| \| \| \| |
|  |                                                               |
|  | Casuarinaceae                                                 |
|  |                                                               |
|  | Ticodendraceae                                                |
|  |                                                               |
|  | Betulaceae                                                    |
|  |                                                               |

|  | Ticodendraceae |
|  |                |
|  | Betulaceae     |
|  |                |

|  | Myricaceae   |
|  |              |
|  | Juglandaceae |
|  |              |

|  | \| \| Ticodendraceae \| \| \| \| \| \| Betulaceae \| \| \| \| |
|  |                                                               |
|  | Casuarinaceae                                                 |
|  |                                                               |
|  | Ticodendraceae                                                |
|  |                                                               |
|  | Betulaceae                                                    |
|  |                                                               |

|  | Ticodendraceae |
|  |                |
|  | Betulaceae     |
|  |                |

|  | Myricaceae   |
|  |              |
|  | Juglandaceae |
|  |              |

|  | \| \| Ticodendraceae \| \| \| \| \| \| Betulaceae \| \| \| \| |
|  |                                                               |
|  | Casuarinaceae                                                 |
|  |                                                               |
|  | Ticodendraceae                                                |
|  |                                                               |
|  | Betulaceae                                                    |
|  |                                                               |

|  | Ticodendraceae |
|  |                |
|  | Betulaceae     |
|  |                |

|  | Myricaceae   |
|  |              |
|  | Juglandaceae |
|  |              |

|  | \| \| Ticodendraceae \| \| \| \| \| \| Betulaceae \| \| \| \| |
|  |                                                               |
|  | Casuarinaceae                                                 |
|  |                                                               |
|  | Ticodendraceae                                                |
|  |                                                               |
|  | Betulaceae                                                    |
|  |                                                               |

|  | Ticodendraceae |
|  |                |
|  | Betulaceae     |
|  |                |

|  | Myricaceae   |
|  |              |
|  | Juglandaceae |
|  |              |

|  | \| \| Ticodendraceae \| \| \| \| \| \| Betulaceae \| \| \| \| |
|  |                                                               |
|  | Casuarinaceae                                                 |
|  |                                                               |
|  | Ticodendraceae                                                |
|  |                                                               |
|  | Betulaceae                                                    |
|  |                                                               |

|  | Ticodendraceae |
|  |                |
|  | Betulaceae     |
|  |                |

|  | Myricaceae   |
|  |              |
|  | Juglandaceae |
|  |              |

|  | \| \| Ticodendraceae \| \| \| \| \| \| Betulaceae \| \| \| \| |
|  |                                                               |
|  | Casuarinaceae                                                 |
|  |                                                               |
|  | Ticodendraceae                                                |
|  |                                                               |
|  | Betulaceae                                                    |
|  |                                                               |

|  | Ticodendraceae |
|  |                |
|  | Betulaceae     |
|  |                |

Como se deduz do cladograma acima, a família Casuarinaceae é o grupo irmão do clado formado pelas famílias Betulaceae e Ticodendraceae. As técnicas da filogenética molecular sugerem as seguintes relações entre os géneros que integram a família Casuarinaceae:
|  | Ceuthostoma                                                 |
|  |                                                             |
|  | \| \| Allocasuarina \| \| \| \| \| \| Casuarina \| \| \| \| |
|  |                                                             |
|  | Allocasuarina                                               |
|  |                                                             |
|  | Casuarina                                                   |
|  |                                                             |

|  | Allocasuarina |
|  |               |
|  | Casuarina     |
|  |               |

|  | Ceuthostoma                                                 |
|  |                                                             |
|  | \| \| Allocasuarina \| \| \| \| \| \| Casuarina \| \| \| \| |
|  |                                                             |
|  | Allocasuarina                                               |
|  |                                                             |
|  | Casuarina                                                   |
|  |                                                             |

|  | Allocasuarina |
|  |               |
|  | Casuarina     |
|  |               |

|  | Ceuthostoma                                                 |
|  |                                                             |
|  | \| \| Allocasuarina \| \| \| \| \| \| Casuarina \| \| \| \| |
|  |                                                             |
|  | Allocasuarina                                               |
|  |                                                             |
|  | Casuarina                                                   |
|  |                                                             |

|  | Allocasuarina |
|  |               |
|  | Casuarina     |
|  |               |

|  | Ceuthostoma                                                 |
|  |                                                             |
|  | \| \| Allocasuarina \| \| \| \| \| \| Casuarina \| \| \| \| |
|  |                                                             |
|  | Allocasuarina                                               |
|  |                                                             |
|  | Casuarina                                                   |
|  |                                                             |

|  | Allocasuarina |
|  |               |
|  | Casuarina     |
|  |               |

As cerca de 70 espécies de casuarináceas são nativas da zona do Sudeste Asiático, Austrália e ilhas do Oceano Pacífico. São árvores com enorme importância no seu ecossistema, pela capacidade de fixação de azoto no solo, através de simbiose com bactérias do género Frankia.

### Sistemática
Durante muito tempo todas as espécies estiveram inseridas no género Casuarina. Lawrie A. S. Johnson segregou muitas das espécies e renomeou-as nos novos géneros Gymnostoma, em 1980 e 1982, Allocasuarina, em 1982, e Ceuthostoma, em 1988, com algumas descrições formais adicionais de novas espécies em cada um daqueles géneros. Ao tempo, estas alterações foram algo controversas. Contudo, a monofilia destes géneros foi  posteriormente suportada por um estudo genético da família realizado em 2003.
No sistema de Wettstein, esta família foi a única colocada na ordem Verticillatae. Também no sistema de Engler, no sistema de Cronquist e no sistema de Kubitzki, as Casuarinaceae eram a única família colocada na ordem Casuarinales.

## Galeria

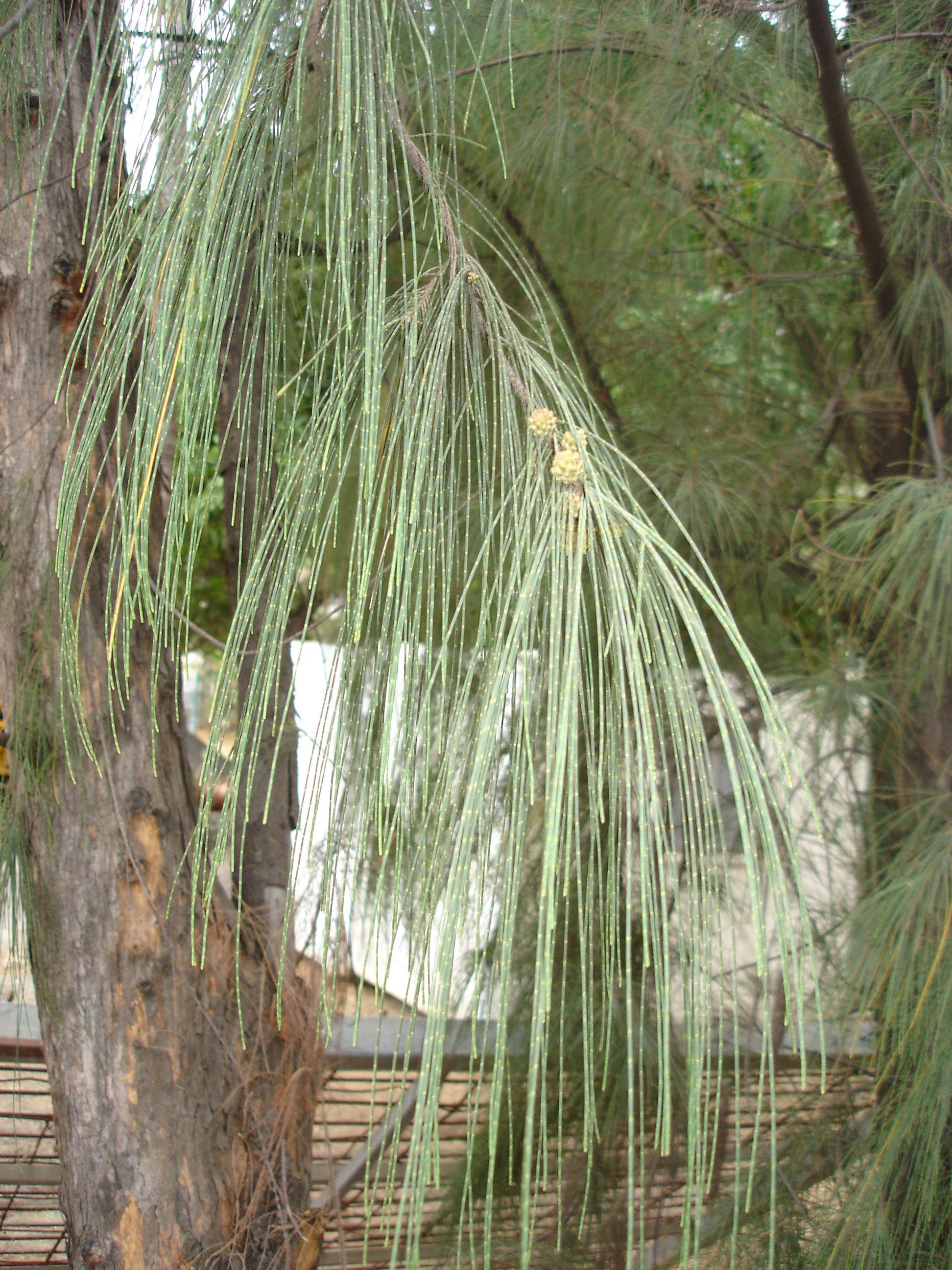
Casuarina equisetifolia (ilha da Reunião).
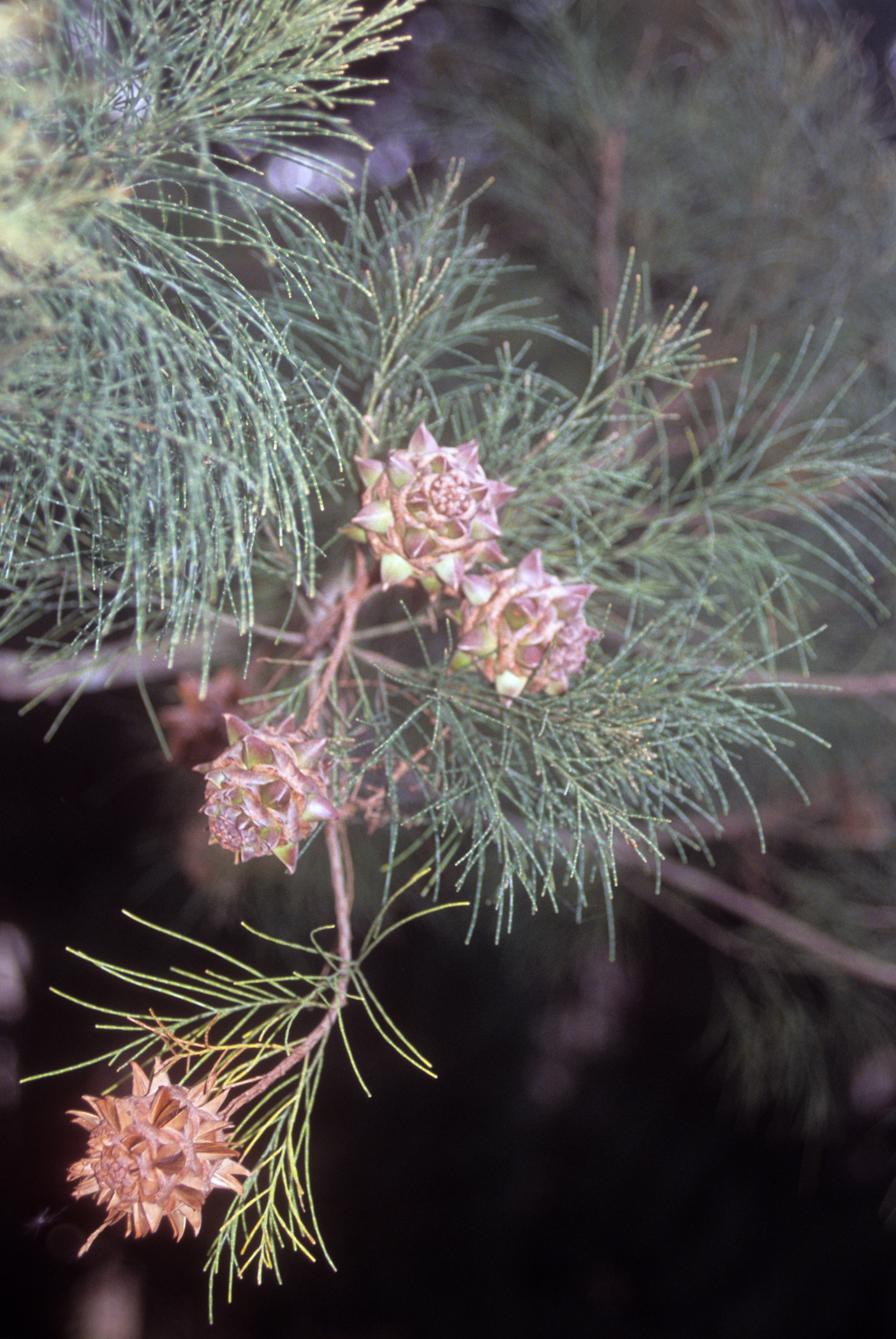
Gymnostoma poissonianum.
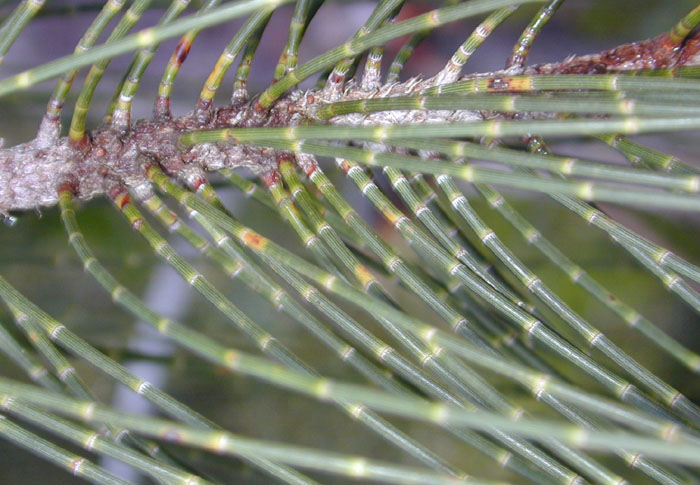
Ramos equisetoides de Casuarina.
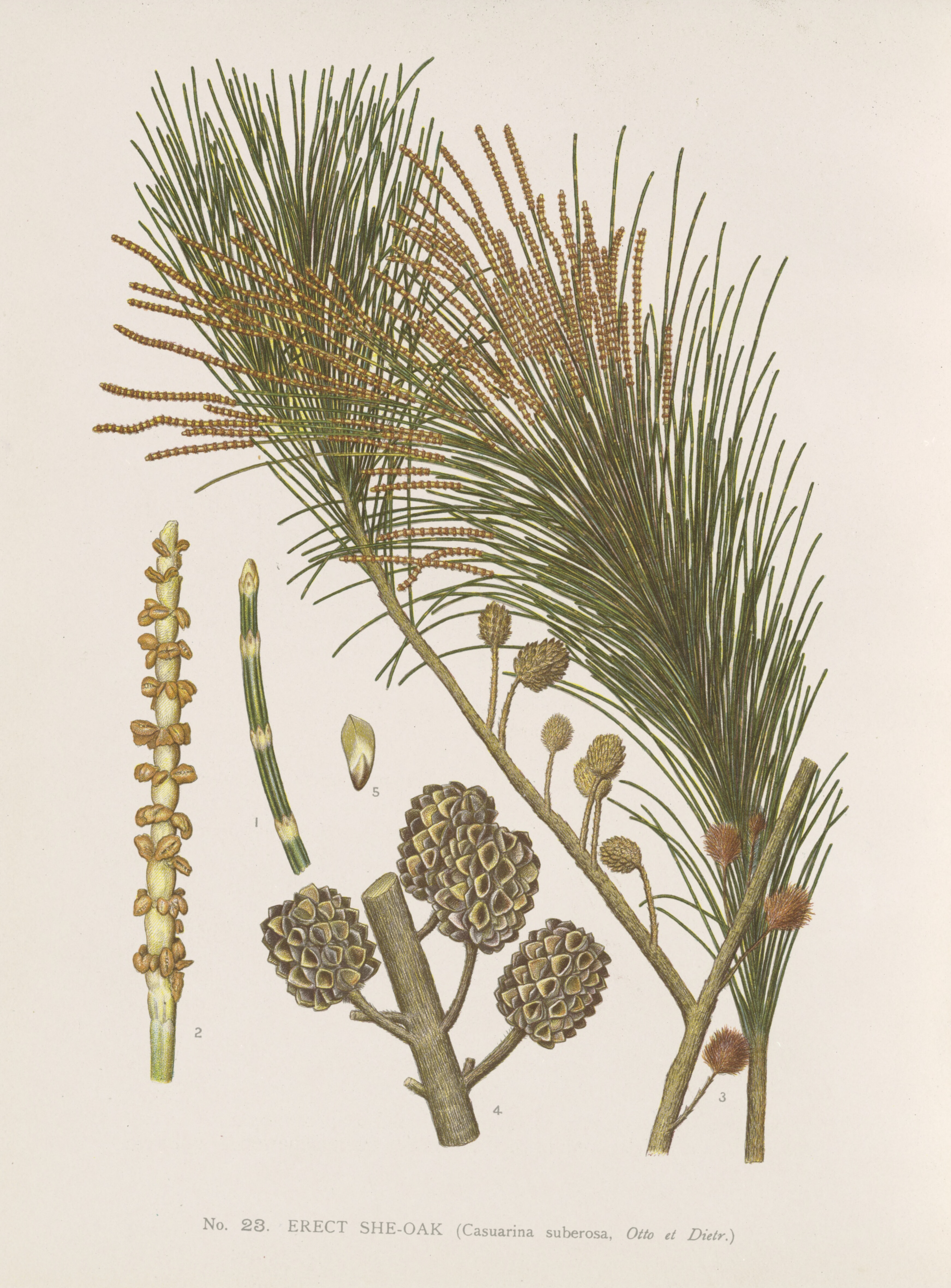
Allocasuarina littoralis.
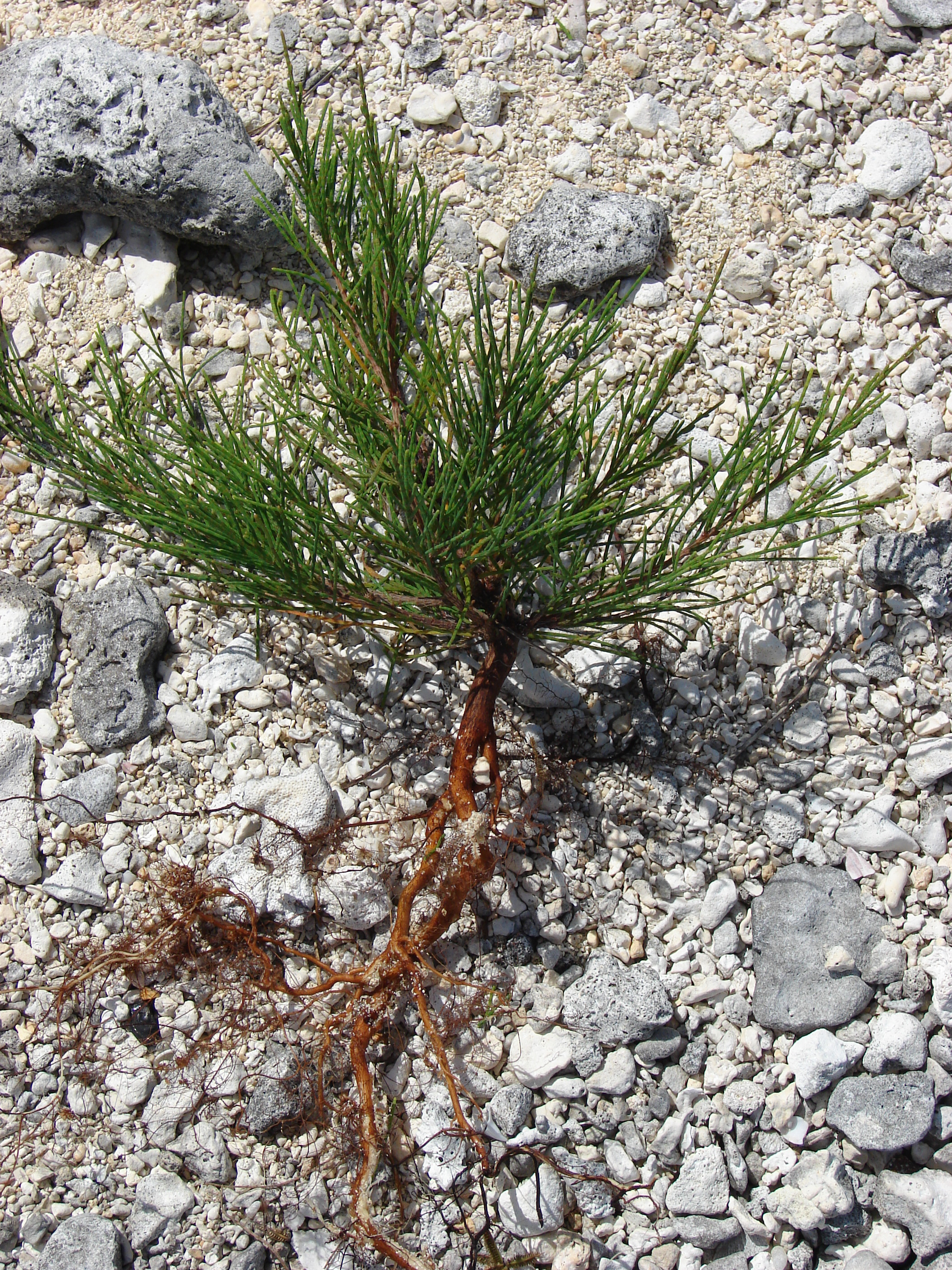
Casuarina equisetifolia.
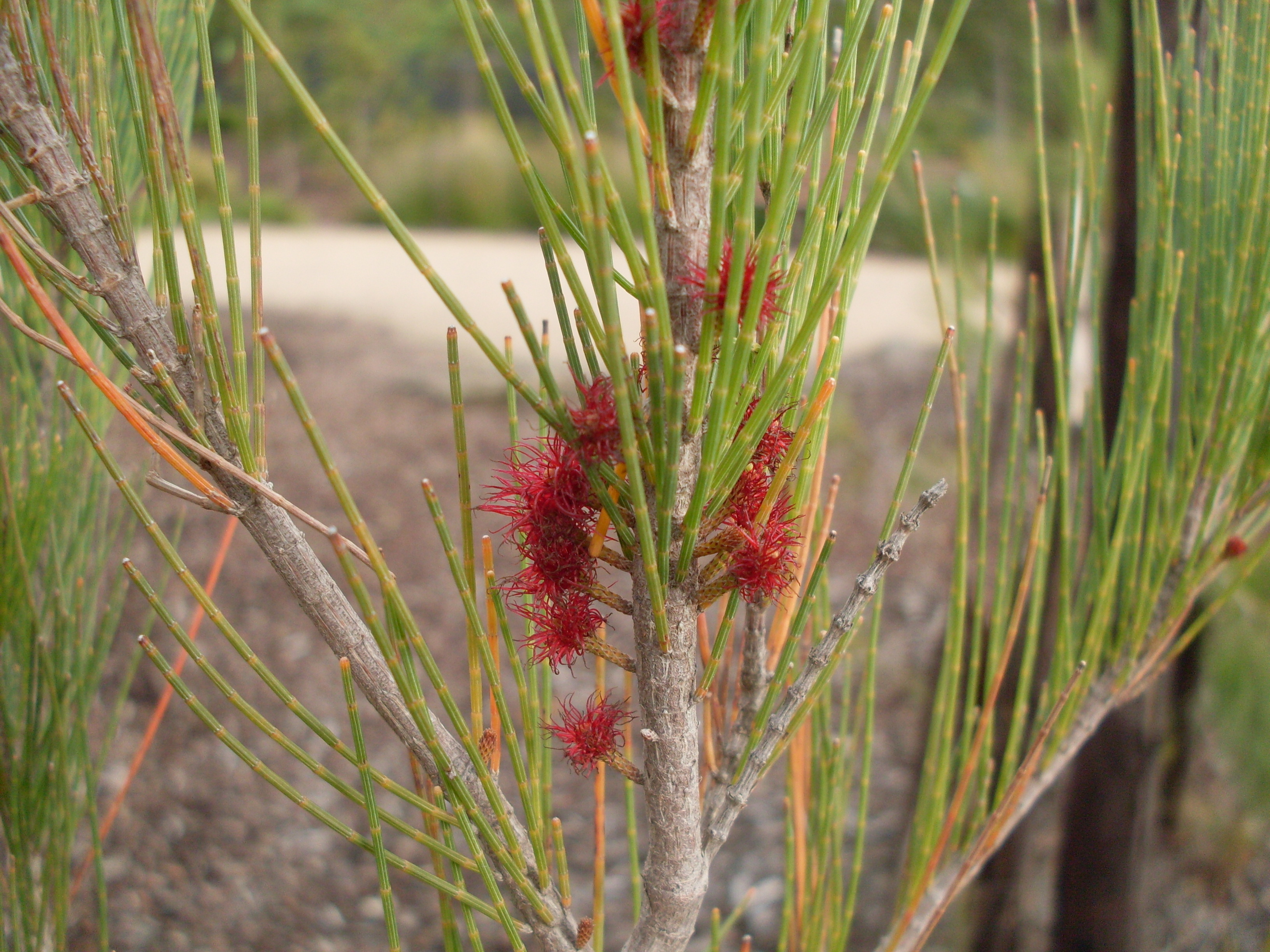
Allocasuarina littoralis.
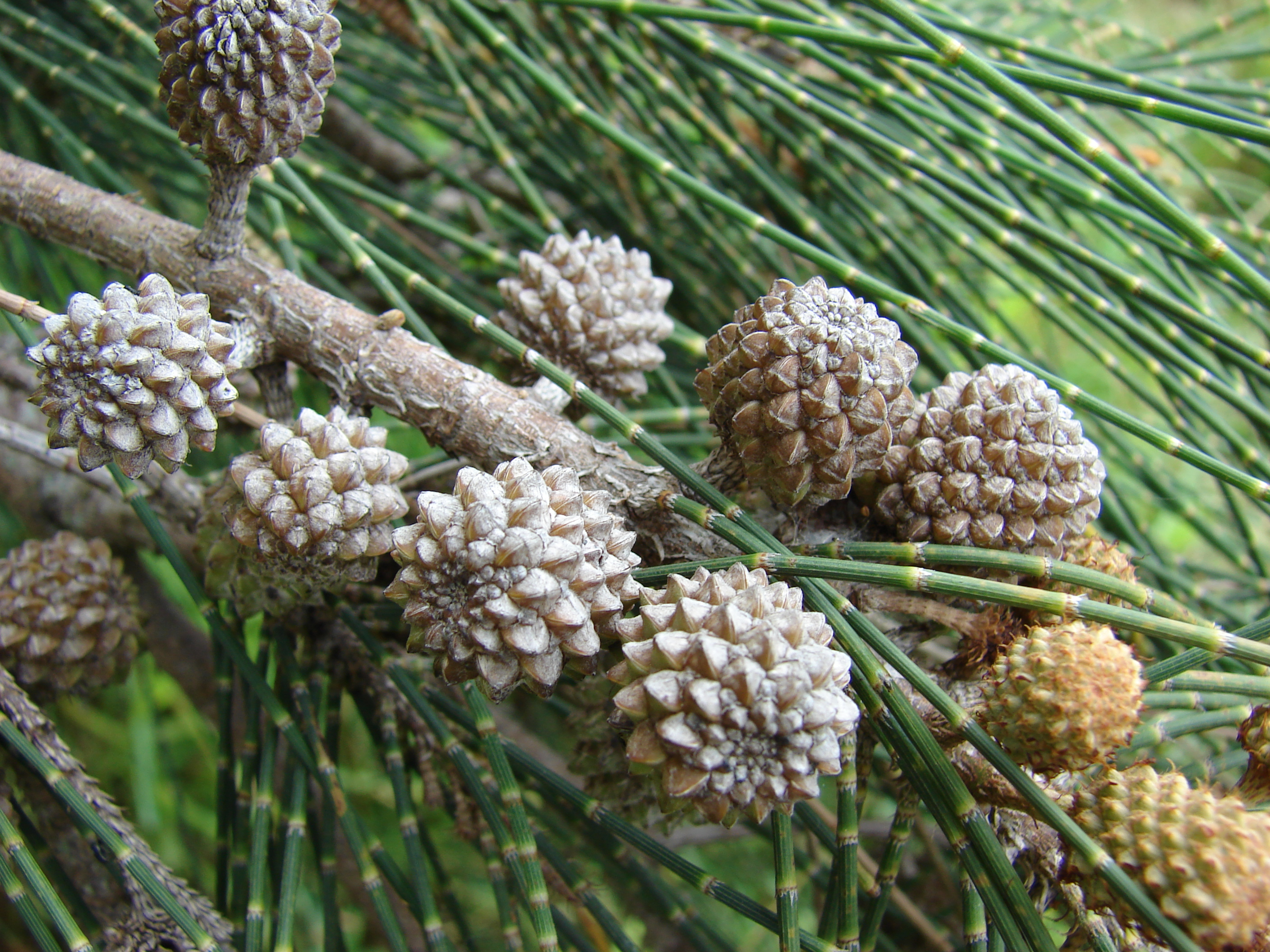
Casuarina glauca